# Full Auto 2: Battlelines
Full Auto 2: Battlelines — видеоигра, разработанная Pseudo Interactive и изданная компанией Sega для игровой приставки Sony PlayStation 3 и PlayStation Portable. По жанру игра относится к боевикам и гонкам, так как во время игры необходимо не только управлять средствами передвижения, но и вести огонь из огнестрельных орудий по противникам.
По сюжету игры США были поглощены неисправным компьютерным сейвом, который по своему желанию устраивал разгромы в стране. Но наконец ему в голову пришла мысль устроить гонки на выживание.

## Отзывы
| Сводный рейтинг | Сводный рейтинг | Сводный рейтинг |
| Издание         | Оценка          | Оценка          |
| Издание         | PS3             | PSP             |
| --------------- | --------------- | --------------- |
| GameRankings    | 65,80 %         | 55,29 %         |